# Coullons
Coullons är en kommun i departementet Loiret i regionen Centre-Val de Loire strax norr Frankrikes mitt. Kommunen ligger i kantonen Gien som tillhör arrondissementet Montargis. År 2022 hade Coullons 2 251 invånare.

## Befolkningsutveckling
Antalet invånare i kommunen Coullons
| Referens: INSEE |